# Vingt-quatre vues du Mont Fuji, par Hokusai
Vingt-quatre vues du Mont Fuji, par Hokusai (titre original : 24 Views of Mt. Fuji, by Hokusai) est un roman court de science-fiction de Roger Zelazny paru en 1985 puis traduit en français et publié aux éditions Le Bélial' en 2017. Il a obtenu le prix Hugo du meilleur roman court 1986.
Roger Zelazny précise en introduction que cette œuvre a été inspiré par les estampes du Mont Fuji réalisées par Hokusai (le recueil le plus connu est Trente-six vues du mont Fuji).

## Résumé
Mari a perdu son mari Kit, décédé après avoir réussi à transférer son âme dans un univers digital. Ce dernier a essayé de l'amener à suivre le même chemin mais Mari, enceinte, a préféré garder sa vie terrestre. Plus tard, atteinte d'une grave maladie, elle se lance dans une sorte de pèlerinage en essayant de retrouver les emplacements depuis lesquels le peintre japonais Hokusai a peint les 24 estampes du Mont Fuji reproduites sur un livre dont elle ne se sépara pas. En chemin, elle se retrouve parfois attaquée par des artefacts lumineux de forme animale. Convaincue qu'ils sont envoyés par Kit et que l'heure de sa confrontation avec lui approche, elle tente de se préparer à cet affrontement à travers sa quête artistique et spirituelle.